# ديرايو

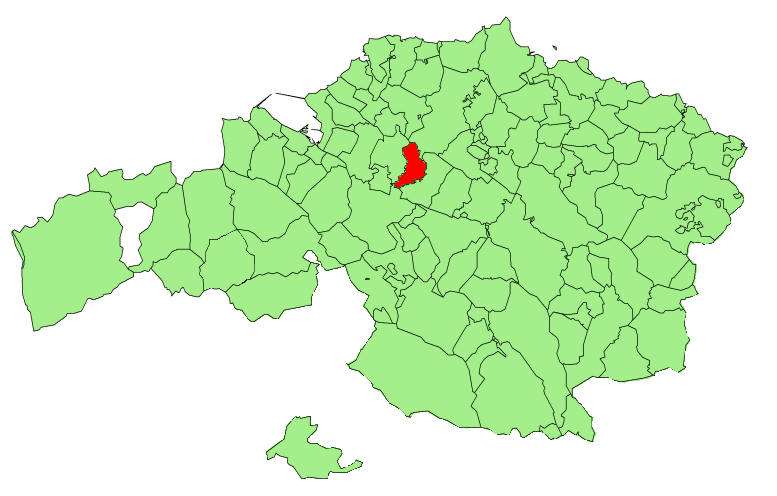
موقع البلدية.

بلدية ديرايو (بالإسبانية: Derio)‏ هي بلدية تقع في مقاطعة بيسكاي، التي تقع في منطقة الباسك شمالي إسبانيا.

## أعلام
- أندر غاريتانو
- إينيغو فيسنتي

## وصلات خارجية
- (بالإسبانية)